# Entlebuch LU
| LU ist das Kürzel für den Kanton Luzern in der Schweiz. Es wird verwendet, um Verwechslungen mit anderen Einträgen des Namens Entlebuch zu vermeiden. |

Entlebuch ist eine politische Gemeinde und ein Dorf im Wahlkreis Entlebuch des Kantons Luzern in der Schweiz.

## Geographie
Die Gemeinde liegt im Südwesten des Kantons Luzern an der Hauptstrasse 10 (Luzern–Bern). Das gesamte Gemeindegebiet ist Hügel- oder Bergland. Das Dorf selber liegt in der Talmulde, welche die Kleine Emme geschaffen hat. An der Stelle, wo die Entlen in diese von rechts her einmündet. Nahe dem höchsten Punkt der Gemeinde, dem Wissgubergrat (1940 m ü. M.), an der Grenze zum Kanton Obwalden, entspringt die Grosse Entlen, die entlang ihres gesamten Bachlaufs die Grenze zur Gemeinde Hasle bildet. Der gesamte hochgelegene Teil der Gemeinde ist stark bewaldet und stellenweise sehr sumpfig. In den unteren Zonen wurde der Wald gerodet, um Platz zu schaffen für die Landwirtschaft. Der Schlieregrat mit dem Bärnerstig (1649 m ü. M.) bildet bis zur Schrotenegg die Kantonsgrenze zwischen Obwalden und Luzern. Diese führt dann in nordwestlicher Richtung hinüber zum Risetestock (1759 m ü. M.) und von dort in nordöstlicher Richtung weiter zum Wängegrat. Westlich des Schlieregrats entspringt der (Entlebucher-) Rotbach. Dieser Bach liegt in einem kleinen Hochtal. Er mündet auf 1158 m ü. M. von rechts in die Grosse Entlen ein. Ein weiterer Zufluss der Grossen Entlen ist der Älleggbach, der südlich des kleinen Weilers Brüedere (1079 m ü. M.; 7,4 km südöstlich des Dorfs) in die Grosse Entlen einmündet. Nur wenig weiter unten, direkt nördlich von Brüedere, mündet von rechts der Eibach in die Grosse Entlen. Am Hang nördlich über dem Lauf der Grossen Entlen liegt der Ortsteil Finsterwald (1060 m ü. M.; 3,5 km südöstlich des Dorfs). Der Fischebach, der westlich des Risetestocks entspringt, bildet bis zu seiner Einmündung in den Rümlig die Grenze zur Gemeinde Werthenstein. Bis zum Gehöft Munistein (wie „Munimatt[e]“ von schweizerdeutsch Muni abgeleiteter Name der Alpweide über dem Rümlig beim Hinterberg. Muni ist als Abkürzung für Munizipalstier synonym mit dem gemeindeeigenen Zuchtstier) bildet dann der Rümlig die Grenze. Zwischen Rümlig und dem weiter westlich liegenden Bramegggrat liegen die Weiler und Gehöfte, welche zusammen den Ortsteil Rengg bilden. Westlich des Brameggrats, bis hin zur Kleinen Emme, liegt der Ortsteil Ebnet (722 m ü. M.; 4 km nordnordöstlich des Dorfs). Ebnet ist ein Strassendorf, das aus den Weilern (von Süd nach Nord) Mülacher, Ebnet und Bleiki besteht. Am rechten Ufer der Grossen Fontannen liegt die Exklave Dieplischwand (808 m ü. M.; 3,8 km südwestlich des Dorfs).
Vom gesamten Gemeindegebiet wurde 2015/16 die Hälfte (49,1 %) landwirtschaftlich genutzt. Wald und Gehölz bedeckten 43,6 % des Areals, und 3,9 % waren Siedlungsfläche.
Entlebuch grenzt an Doppleschwand, Hasle, Malters, Romoos (Exklave Dieplischwand), Schüpfheim, Schwarzenberg, Werthenstein und Wolhusen im Kanton Luzern sowie an die Gemeinden Alpnach und Sarnen im Kanton Obwalden.
Die Region Entlebuch gehört wegen ihrer Hochmoorlandschaften zur UNESCO Biosphäre. Die Region verfügt über markierte Wander- und Velowege. Im Winter wird in Finsterwald eine Langlaufloipe und in Gfellen eine kleine Skipiste angelegt.

## Bevölkerung
Von 1745 bis 1850 verdoppelte sich die Einwohnerzahl. Danach sank sie durch Abwanderung in andere Regionen der Schweiz und Auswanderung nach Übersee bis 1910 trotz hohen Geburtenüberschüssen (1850–1910: − 14,9 %). In den folgenden 50 Jahren bis zum Jahr 1960 wuchs sie dann erheblich (1910–1960: + 26,4 %). Nach einem Bevölkerungsrückgang in den 1970er- und 1980er-Jahren verzeichnet die Gemeinde Entlebuch zuletzt ein leichtes Wachstum. 
Quelle: Bundesamt für Statistik; 1850 bis 2000 Volkszählungsergebnisse, 2010 ESPOP, seit 2011 STATPOP

### Sprachen
Die Bevölkerung benutzt als Alltagssprache eine hochalemannische Mundart. Die Sprache des Entlebuchs weist erhebliche Unterschiede gegenüber der Mundart der Region Luzern auf. Bei der letzten Volkszählung im Jahr 2000 gaben 96,67 % Deutsch, 0,74 % Albanisch und 0,59 % Italienisch als Hauptsprache an.

### Religionen – Konfessionen
Früher war die gesamte Einwohnerschaft Mitglied der römisch-katholischen Kirche. Unter anderem wegen der Zuwanderung aus anderen Regionen der Schweiz und aus dem Ausland hat sich dies geändert. Dennoch sind die Leute im Entlebuch auch heute noch öfters Mitglied einer Landeskirche als im Landesdurchschnitt. Kirchenaustritte weniger zahlreich. Heute (Stand 2023) sieht die religiöse Landschaft wie folgt aus: 75,2 % der Bevölkerung sind römisch-katholisch, 5,80 % evangelisch-reformiert und 19,0 % konfessionslos oder Angehörige einer anderen Religion.

### Herkunft – Nationalität
Per 31. Dezember 2023 zählte die Gemeinde 3'387 Einwohner. Davon waren 3'058 Schweizer Staatsangehörige und 329 (= 9,7 %) Menschen anderer Staatsangehörigkeit. Die grössten Zuwanderergruppen kommen aus Deutschland (90 Menschen), Portugal (17), Italien (17) und dem Kosovo (10). 77 Personen stammen aus anderen europäischen Ländern.

## Geschichte

Luftbild aus 300 m von Walter Mittelholzer (1922)

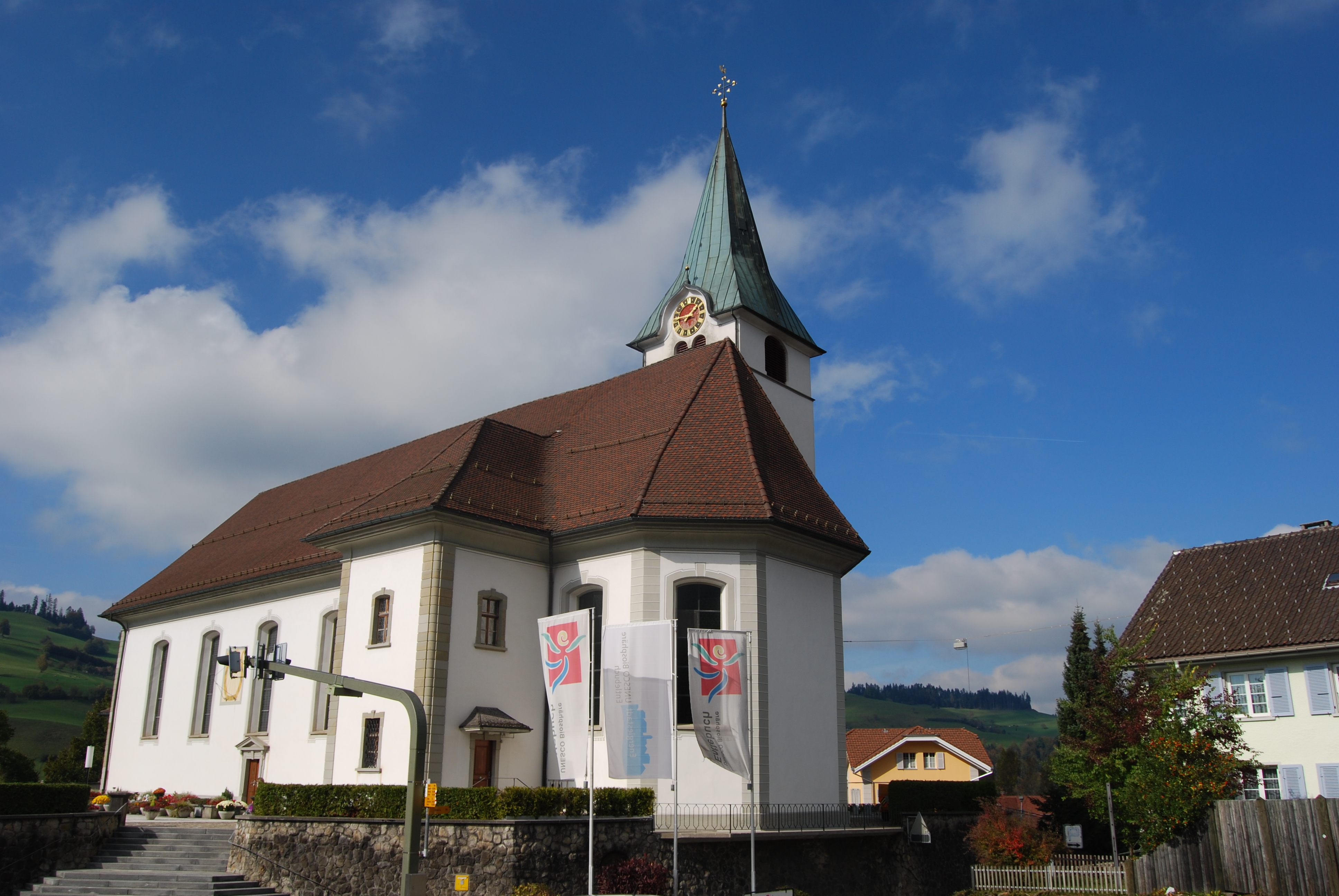
Pfarrkirche St. Martin in Entlebuch

Auf Grund verschiedener Namen ist auf eine spätalemannische Besiedelung zu schliessen. Papst Innozenz II. bestätigte im Jahre 1139 dem Kloster Trub seinen Besitz in Enndlybuch. Auch andere Klöster besassen Grundbesitz in Entlebuch. Später wurden die Freiherren von Wolhusen die weltlichen Herren. Diese verkauften ihren Besitz an die Habsburger. Die Gemeinde gehörte dann bis 1385 zum Amt Wolhusen. Der Vogt Peter von Thorberg verwaltete um 1350 das Gebiet – er schränkte die Freiheiten der Bauern ein und erhöhte die Abgaben, wodurch er sich bei den Leuten unbeliebt machte. Im Jahr 1385 gingen die Entlebucher daher ein Bündnis mit der Stadt Luzern ein. Sie zahlte den Habsburgern (als immer noch nominelle Herren) im Jahr 1405 300 Gulden für das Innere (= Entlebuch) und Äussere Amt Wolhusen. Die Entlebucher waren wie ihre Nachbarn in Obwalden sehr auf ihre Eigenständigkeit bedacht. So wehrten sie sich verschiedentlich gegen die Einflussnahme Luzerns. 1513 beteiligten sie sich am Zwiebelnkrieg, und 1653 war das Entlebuch ein Zentrum der aufständischen Bauern im Bauernkrieg. Nach der Niederlage in Letzterem wurden die Freiheitsrechte eingeschränkt. Bis zum Untergang der Alten Eidgenossenschaft gehörte der Ort zur Landvogtei Entlebuch; 1798 kam die Gemeinde zum Distrikt Schüpfheim und 1803 zum damals neu geschaffenen Amt Entlebuch. Übrigens ist Schüpfheim und nicht Entlebuch der Hauptort des Amts.
Der «Gottesfreund vom Oberland» (1317–?), eine legendäre Gestalt der christlichen Mystik, der – selbst Laie – Johannes Tauler und auch Rulman Merswin unterwiesen haben soll, liess sich mit seiner verborgen lebenden Bruderschaft wohl auf der Brüdern-Alp am Schimberg im Kirchspiel Entlebuch nieder. Der älteste Eintrag in das Jahrzeitbuch von Entlebuch nennt sechs Brüder am Schimberg.

## Politik

### Gemeinderat
Der Gemeinderat Entlebuch besteht aus fünf Mitgliedern und ist wie folgt aufgestellt (Legislatur 2024–2028):
- Michael Grau (FDP): Gemeindepräsident (Ressort Politik, Wirtschaft)
- Josef Hamburger (Die Mitte): Ressort Bau, Infrastruktur, Verkehr
- Adrian Zemp (Die Mitte): Ressort Soziales
- Tanja Bieri-Baumeler (SVP): Ressort Finanzen, Umwelt, Sicherheit
- Petra Renggli Hodel (Die Mitte):  Ressort Bildung und Kultur

### Kantonsratswahlen
Bei den Kantonsratswahlen 2023 des Kantons Luzern betrugen die Wähleranteile in Entlebuch: SVP (einschliesslich Junge SVP) 41,45 %, Mitte (einschliesslich Junge Mitte) 40,07 %, FDP 11,24 %, SP 4,15 % und Grüne 3,09 %.
Die SVP konnte mit einem Plus von 12,2 % die Mitte überholen und so zur stärksten Kraft in Entlebuch avancieren. Die Mitte baute ihren Wähleranteil um 0,5 % aus und ist neu zweitstärkste Kraft in Entlebuch. Die FDP musste mit einem Minus von 14,0 % das schlechteste Ergebnis ihrer Geschichte hinnehmen. Die SP und die Grünen konnten ihre Wähleranteile leicht ausbauen.

### Nationalratswahlen
Bei den Schweizer Parlamentswahlen 2023 betrugen die Wähleranteile in Entlebuch: SVP 44,2 %, Mitte 36,2 %, FDP 11,6 %, SP 2,6 %, GPS 2,1 %, glp 1,4 %, übrige 1,9 %.

## Wirtschaft
Entlebuch ist immer noch stark landwirtschaftlich geprägt, obwohl nur noch 20 Prozent der Arbeitsplätze in diesem Bereich liegen (verglichen mit dem 4-%-Landesdurchschnitt ist das sehr viel).
Auf Nesslebrunneboden (Lage) in Finsterwald wurden durch die Luzernische Erdöl AG (Leag) von 1985 bis 1994 ca. 74 Mio. m3 Erdgas gewonnen und in die Transit-Gasleitung Holland-Italien gespeist. Des Weiteren wurden 2400 m3 Leichtöl gefördert. Ein Industriedenkmal erinnert heute auf dem Freizeitplatz Bohrplatte daran.
Bei Rengg befindet sich der Windpark Feldmoos/Rengg.

### Verkehr
Die Gemeinde liegt an der Bahnlinie Luzern–Bern und verfügt über einen eigenen Bahnhof. Ausserdem sind einzelne Ortsteile durch die Postautolinien Entlebuch–Ebnet und Entlebuch–Finsterwald-Gfellen erschlossen.
Entlebuch liegt an den Strassen (Luzern–)Wolhusen–Bern und (Luzern–)Wolhusen–Thun (über den Schallenberg). Die nächstgelegenen Autobahnanschlüsse sind Emmen-Süd in 29 km Entfernung und Dagmersellen in 30 km Entfernung. Beide liegen an der A2.

## Bilder

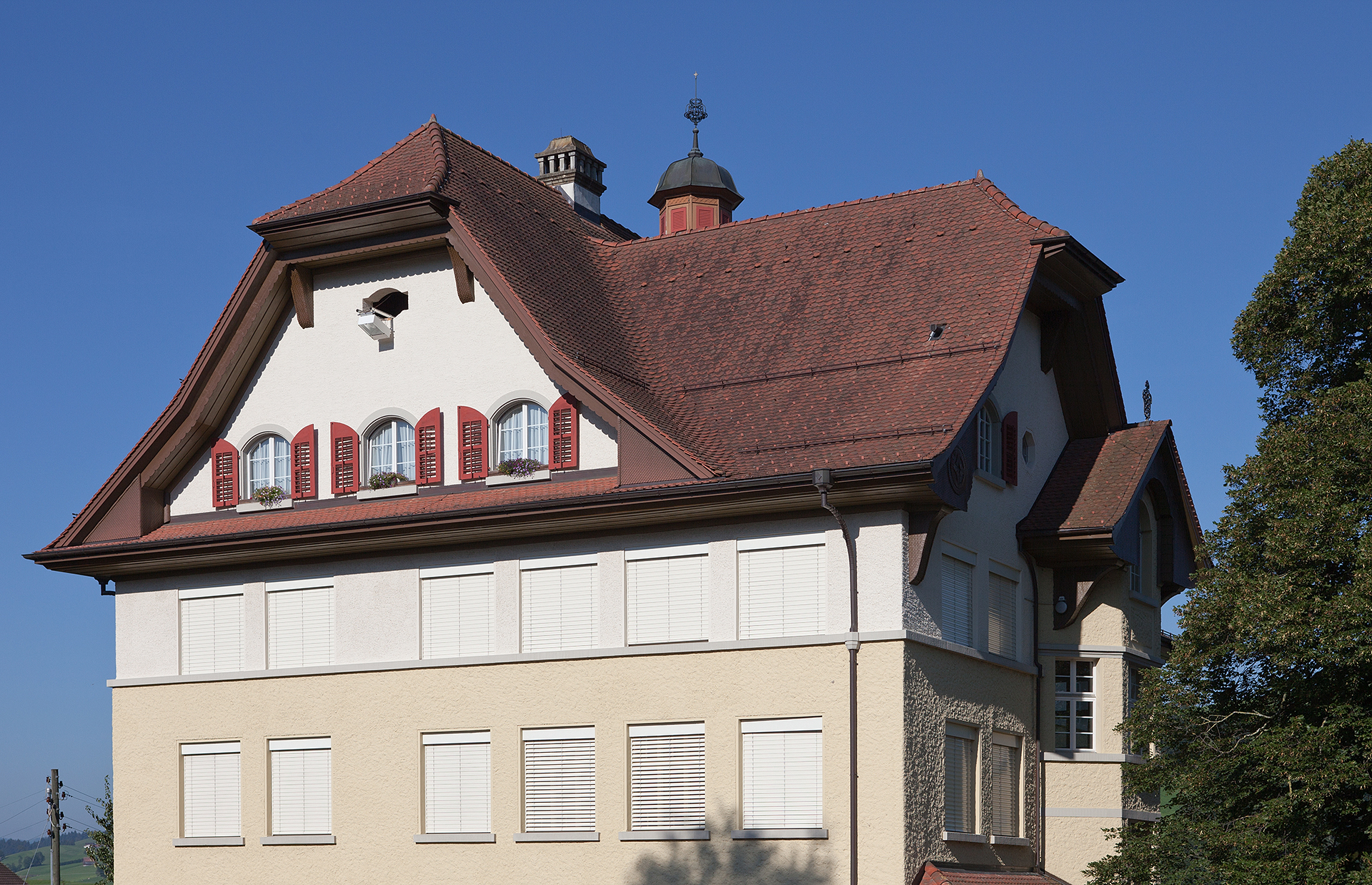
Schulhaus Pfrundmatt
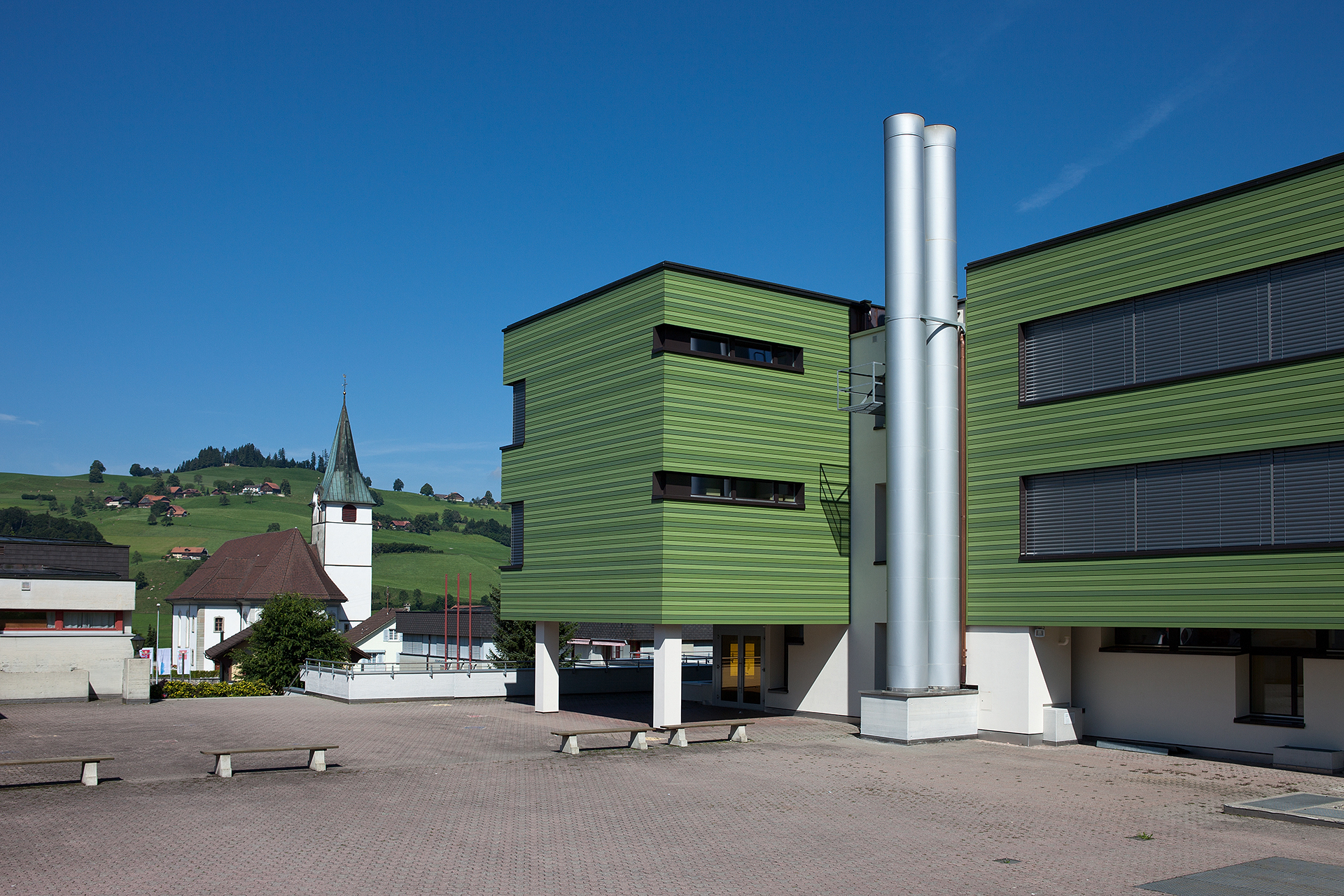
Schulhaus Bodenmatt
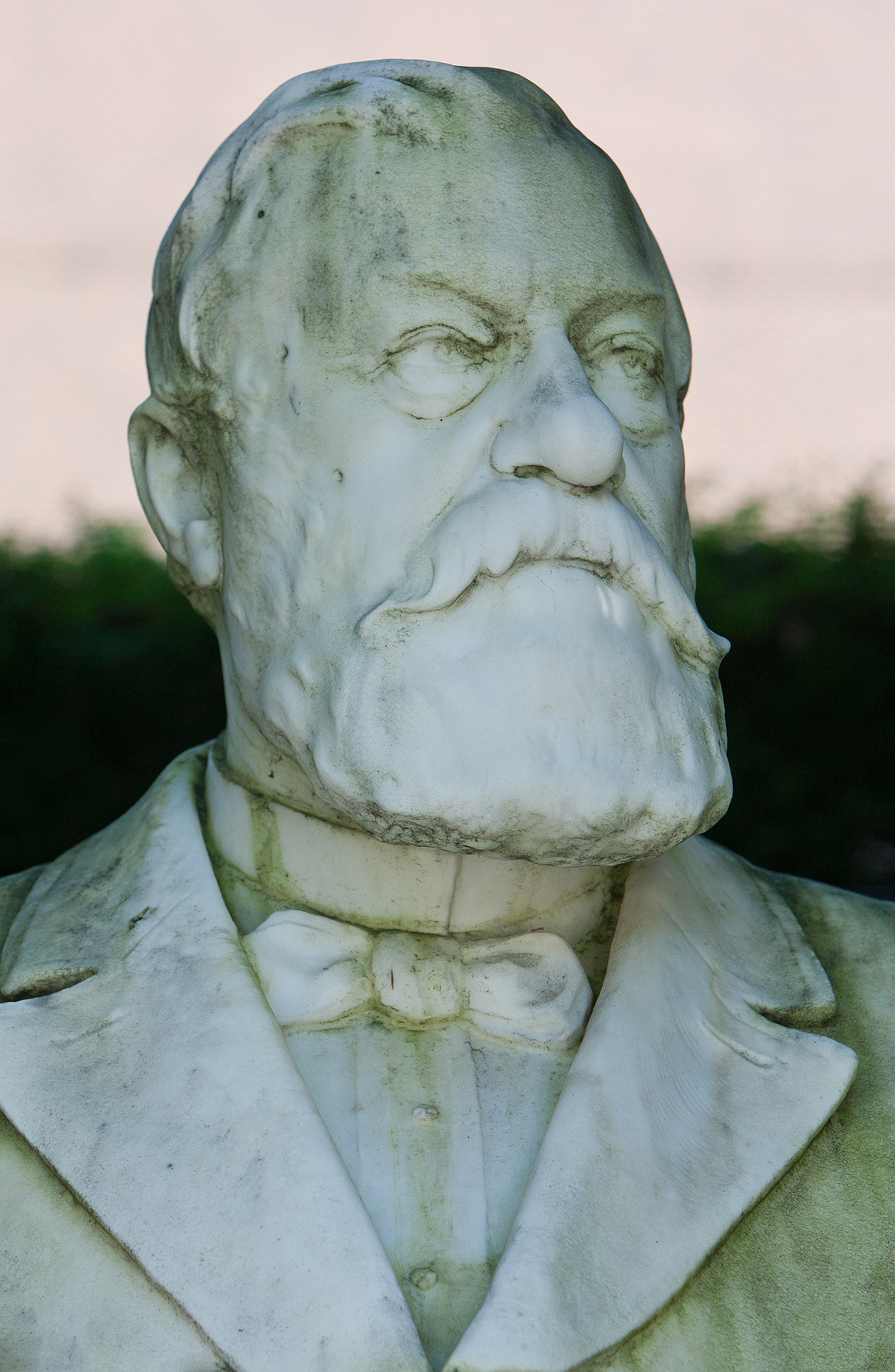
Denkmal Bundesrat Zemp
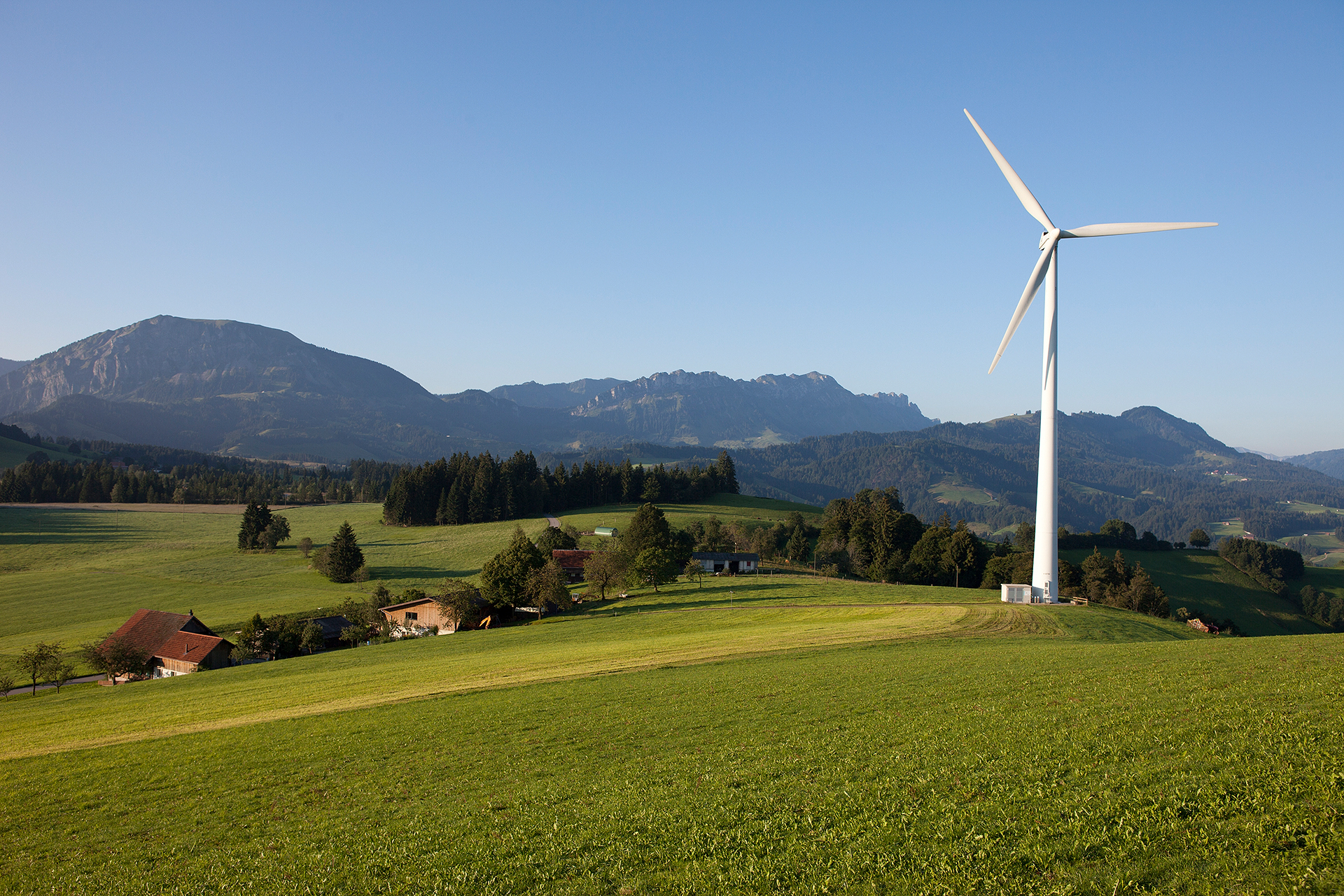
Windkraftwerk

## Persönlichkeiten
- Der Gottesfreund vom Oberland, christlicher Mystiker (1317–?)
- Josef Zemp (1834–1908), Bundesrat
- Arnold Otto Kaech-Scholl (1881–1965), Wasserbauingenieur
- Franz Birrer (1903–1996), Tuchfabrikant, Grossrat, Kirchenrat, Ortswehrkommandant
- Alfred Ackermann (1907–1997), Politiker und Unternehmer
- Alphons Egli (1924–2016), Bundesrat, Ehrenbürger der Gemeinde Entlebuch
- Dominik Brun (* 1948), Schriftsteller
- Thomas Lötscher aka «Veri» (* 1960), Kabarettist
- Matthias Sempach (* 1986), Schwingerkönig, lebt in Entlebuch